# Красна Падь
Красна Падь (рос. Красная Падь) — село у Магдагачинському районі Амурської області Російської Федерації. Розташоване на території українського історичного та етнічного краю Зелений Клин.
Входить до складу муніципального утворення робітниче селище Магдагачі. Населення становить 15 осіб (2018).

## Історія
З 20 жовтня 1932 року входить до складу новоутвореної Амурської області.
З 1 січня 2006 року входить до складу муніципального утворення робітниче селище Магдагачі.

## Населення
| 2002 | 2010 | 2012 | 2013 | 2014 | 2015 | 2016 |
| ---- | ---- | ---- | ---- | ---- | ---- | ---- |
| 9    | ↗17  | ↘13  | →13  | ↘9   | ↘2   | ↗7   |
| 2017 | 2018 |      |      |      |      |      |
| ↗12  | ↗15  |      |      |      |      |      |